# رابرت کوک
رابرت کوک (به انگلیسی: Robert Kuok) (زاده ۶ اکتبر ۱۹۲۳) بازرگان، سرمایه‌دار و مدیر ارشد اجرایی هنگ کنگی مالزیایی است، که از سال ۲۰۱۰ تاکنون (۲۰۲۰) به‌عنوان ثروتمندترین فرد مالزی شناخته می‌شود.
کوک بخش اعظم از ثروتش را از طریق سهامی که در شرکت ویلمار اینترنشنال دارد، کسب نموده است.